# Carey Price
Carey Price (Vancouver, 16 de agosto de 1987) é um jogador de hóquei no gelo canadense que atua na posição de goleiro pelo Montreal Canadiens da National Hockey League. Price é o goleiro mais vencedor da história do Canadiens, com 361 vitórias.